# Improvisation (ou Allegretto)
Pour les articles homonymes, voir Improvisation.
L'Improvisation (ou Allegretto), op. 159, est une œuvre de la compositrice Mel Bonis.

## Composition
Mel Bonis compose son Improvisation (ou Allegretto), pour orgue ou harmonium. Le manuscrit ne comporte pas de date. L'œuvre est publiée à titre posthume sous le nom de « Piccolo improviso » chez Carrara en 1971, puis chez Armiane en 2011.

## Analyse
Le titre choisi souligne une pièce de genre dont la dénomination est très en vogue à l'époque. De par son caractère, l'Improvisation peut prendre place au sein de la liturgie catholique romaine.

## Sources
- Étienne Jardin, Mel Bonis (1858-1937) : parcours d'une compositrice de la Belle Époque, 2020 (ISBN 978-2-330-13313-9 et 2-330-13313-8, OCLC 1153996478, lire en ligne)